# Manal Cali
Manal Cali (sinh ngày 2 tháng 2 năm 1986) là nữ cầu thủ bóng rổ của Somalia chơi cho đội tuyển quốc gia nữ.

## Sự nghiệp
Manal Cali sinh ra ở Somalia vào ngày 2 tháng 2 năm 1986 và có ba anh trai và ba chị em gái. Cô được theo học tại Vương quốc Anh tại Trường Northampton cho nữ sinh. Cali đã học tại Tallahassee Community College ở Hoa Kỳ và chơi 13 trận cho đội bóng rổ nữ của họ trong mùa giải 2006-2007 của Phân khu I (Hội nghị Panhandle) nằm trong Hiệp hội thể thao trường đại học quốc gia. Trong mùa đầu tiên, cô ấy đã ghi được tám cú ném rổ. Cô đã chơi 28 lần cho Tallahassee một lần nữa trong mùa giải 2007-08 và nắm giữ tỷ lệ ném rổ cao thứ 9 mọi thời đại của trường đại học. Cô đã chơi 28 lần cho Tallahassee một lần nữa trong mùa giải 2007-08 và nắm giữ sự nghiệp cao thứ 9 mọi thời đại của trường đại học tỷ lệ mục tiêu trường.
Cali nhập học tại Đại học Montevallo nơi cô học để lấy bằng với chuyên ngành về xã hội học và một bằng tiếng Đức thông dụng. Cô chơi cho đội bóng rổ Muffallo Falcons. Trong mùa giải 2008 200809, cô đã chơi 28 trận, trung bình 5,9 điểm và có tỷ lệ ném phạt tốt nhất trong đội. Cô cũng đã chơi trong mùa 2009-10. Cô đã đủ điều kiện tham gia dự thảo Hiệp hội bóng rổ nữ quốc gia năm 2008 nhưng không được chọn.
Cali đã chơi cho Đội bóng rổ nữ quốc gia Somalia trong trận đấu đầu tiên của họ, trận thua tỉ số 90-24 trước Đội bóng rổ nữ quốc gia Ai Cập tại Pan Arab Games diễn ra ở Doha vào ngày 8 tháng 12 năm 2011. Cô chơi ở vị trí trung phong hoặc tiền phong chính và mặc áo số 15. Đội Somali được đào tạo tại Học viện Cảnh sát Mogadishu. Mặc dù là môn thể thao phổ biến thứ hai ở Somalia, sự tham gia của phụ nữ trong bóng rổ bị một số người phản đối. Phụ nữ phải đi tập huấn ở burkas, chơi các trận đấu của họ trong bộ đồ thể thao với khăn trùm đầu. Đội tuyển đã phải nhận lời đe dọa bgi3eest từ nhóm Hồi giáo cực đoan Al-Shabab. Cali đã nhận được một giải thưởng tại một sự kiện ở London do Liên đoàn thể thao Somalia tổ chức vì vai trò của cô trong đội.
Sau đó, Cali trở về Vương quốc Anh và chơi cho Northants Lighting trong các mùa 2014-15 và 2015-16 của giải English Women's Basketball League Division 2 North Conference. Mùa giải 2014-15, câu lạc bộ đầu đầu trong cuộc thi.